# Alan Poindexter
Alan Goodwin "Dex" Poindexter (Pasadena, 5 de novembro de 1961 — Flórida, 1 de julho de 2012) foi um astronauta da NASA e oficial da Marinha dos Estados Unidos.

## Biografia
Completou os estudos secundários em 1979 na Coronado High School e em 1986 se formou engenheiro aeroespacial no Georgia Institute of Technology. Em 1995 conseguiu o mestrado em engenharia aeronáutica na Naval Postgraduate School.

### Marinha
Após os estudos no Georgia Institute, Poindexter foi enviado para treinamento como piloto na base de Pensacola, na Califórnia. Em 1988 tornou-se oficial aviador da Marinha e serviu num esquadrão naval de F-14 Tomcats, participando de missões durante a Guerra do Golfo, em 1991, no Golfo Pérsico.
Como aviador, cursou a Escola Naval em 1993 e após a formatura em 1995 foi enviado para Maryland, onde serviu como piloto de testes e oficial projetista em bases aéreas da Marinha. Ele foi o principal piloto de testes do novo sistema de controle de voo digital dos F-14 nos anos 1990, onde fez o primeiro pouso e decolagem de porta-aviões usando o novo sistema criado e instalado nos jatos navais. Serviu após esta etapa numa base aérea na Virgínia como chefe de departamento de esquadrão, até ser selecionado pela NASA em 1998, completando 3500 horas de voo em trinta tipos diversos de aeronaves civis e militares.

### NASA
Selecionado para treinamento de astronauta, "Dex" Poindexter iniciou o período de treinos em Houston em agosto de 1998 e após a conclusão do curso serviu no escritório de operações de astronautas do ônibus espacial no Kennedy Space Center, como astronauta principal de apoio.
Em dezembro de 2002, foi escalado como piloto da missão STS-120 do ônibus espacial, missão esta abruptamente cancelada com a tragédia da nave Columbia dois meses depois, que paralisou por dois anos o programa espacial tripulado norte-americano. Em fevereiro de 2008, finalmente, ele foi ao espaço como piloto da nave Atlantis, que levou à ISS o laboratório espacial Columbus da Agência Espacial Européia (ESA), permanecendo doze dias em órbita terrestre, junto com a tripulação da missão STS-122.
Poindexter voltou ao espaço em 5 de abril de 2010, como comandante da missão STS-131 da nave Endeavour, uma missão de quinze dias à ISS.

### Morte
Poindexter faleceu no dia 1 de julho de 2012, na praia de Pensacola, Flórida, após sofrer um acidente com seu jet-ski. Seu corpo sofreu várias escoriações.